# Власьевская (Шенкурский район)
Власьевская — деревня в Шенкурском районе Архангельской области. Входит в состав муниципального образования «Федорогорское».

## География
Деревня расположена в южной части Архангельской области, в таёжной зоне, в пределах северной части Русской равнины, в 3,5 километрах на север от города Шенкурска, на левом берегу ручья Игишка, притока Ваги. Ближайшие населённые пункты: на юге деревни Левачево-Ельцево, Никифоровская, на востоке, на противоположенном берегу ручья, деревня Аршутинская.
Часовой пояс
Власьевская, как и вся Архангельская область, находится в часовой зоне МСК (московское время). Смещение применяемого времени относительно UTC составляет +3:00.

## Население
| 2002 | 2010 | 2012 |
| ---- | ---- | ---- |
| 93   | ↘68  | ↗91  |

## История
Указана в «Списке населенных мест Архангельской губернии к 1905 году» как деревня Власьевская (Починок). Насчитывала 5 дворов, 20 мужчин и 25 женщин. В административном отношении деревня входила в состав Афанасьевского сельского общества Великониколаевской волости Шенкурского уезда Архангельской губернии.